# Географические координаты

Географи́ческие координа́ты — обобщённое понятие о геодезических и астрономических координатах, когда уклонение отвесной линии не учитывают. Иными словами, при определении географических координат Земля принимается за шар, а не геоид вращения. Географические координаты определяют положение точки на земной поверхности или, более широко, в географической оболочке. Географические координаты строятся по принципу сферических. Аналогичные координаты применяются для других планет, а также на небесной сфере.

## Широта
Широта́ — угол φ между местным направлением зенита и плоскостью экватора, отсчитываемый от 0° до 90° в обе стороны от экватора. Географическую широту точек, лежащих в северном полушарии, (северную широту) принято считать положительной, широту точек в южном полушарии — отрицательной. О широтах, близких к полюсам, принято говорить как о высоких, а о близких к экватору — как о низких.
Из-за отличия формы Земли от шара, географическая широта точек несколько отличается от их геоцентрической широты, то есть от угла между направлением на данную точку из центра Земли и плоскостью экватора.
Широту места можно определить с помощью таких астрономических инструментов, как секстант или гномон (прямое измерение), также можно воспользоваться системами GPS или ГЛОНАСС (косвенное измерение).

## Долгота
Долгота́ — двугранный угол λ между плоскостью меридиана, проходящего через данную точку, и плоскостью начального нулевого меридиана, от которого ведётся отсчёт долготы. Долготу от 0° до 180° к востоку от нулевого меридиана называют восточной, к западу — западной. Восточные долготы принято считать положительными, западные — отрицательными.
Выбор нулевого меридиана произволен и зависит только от соглашения. Сейчас за нулевой меридиан принят Опорный меридиан, проходящий рядом с обсерваторией в Гринвиче, на юго-востоке Лондона. В качестве нулевого ранее выбирались меридианы обсерваторий Парижа, Кадиса, Пулкова и т. д.
От долготы зависит местное солнечное время.

## Высота
Чтобы полностью определить положение точки трёхмерного пространства, необходима третья координата — высота.
Расстояние до центра планеты не используется в географии: оно удобно лишь при описании очень глубоких областей планеты или, напротив, при расчёте орбит в космосе.
В пределах географической оболочки применяется обычно высота над уровнем моря, отсчитываемая от уровня «сглаженной» поверхности — геоида.
Такая система трёх координат оказывается ортогональной, что упрощает ряд вычислений.
Высота над уровнем моря удобна ещё тем, что связана с атмосферным давлением.
Расстояние от земной поверхности (ввысь или вглубь) часто используется для описания места, однако 'не' служит координатой.

## Географическая система координат

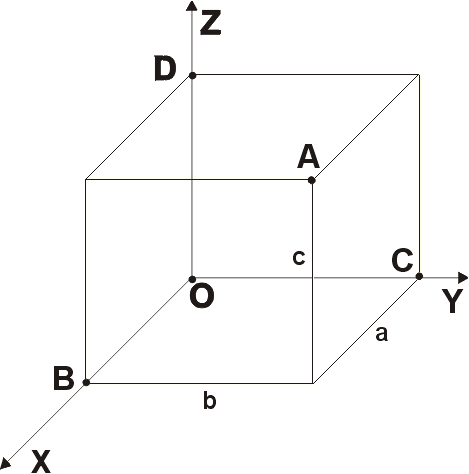
Рис. 1

В навигации в качестве начала системы координат выбирается центр масс транспортного средства (ТС). Переход начала координат из инерциальной системы координат в географическую (то есть из {\displaystyle O_{i}} в {\displaystyle O_{g}}) осуществляется исходя из значений широты и долготы. Координаты центра географической системы координат {\displaystyle O_{g}} в инерциальной принимают значения (при расчёте по шарообразной модели Земли):
{\displaystyle X_{og}=(R+h)\cos(\varphi )\cos(Ut+\lambda )}
{\displaystyle Y_{og}=(R+h)\cos(\varphi )\sin(Ut+\lambda )}
{\displaystyle Z_{og}=(R+h)\sin(\varphi )}
где R — радиус земли , U — угловая скорость вращения Земли, h — высота над уровнем моря, {\displaystyle \varphi } — широта, {\displaystyle \lambda } — долгота, t — время.
Ориентация осей в географической системе координат (Г. С. К.) выбирается по схеме:
Ось X (другое обозначение — ось E) — ось, направленная на восток.
Ось Y (другое обозначение — ось N) — ось, направленная на север.
Ось Z (другое обозначение — ось Up) — ось, направленная вертикально вверх.
Ориентация трёхгранника XYZ,из-за вращения земли и движения Т. С. постоянно смещается с угловыми скоростями.
{\displaystyle \omega _{E}=-V_{N}/R}
{\displaystyle \omega _{N}=V_{E}/R+U\cos(\varphi )}
{\displaystyle \omega _{Up}={\frac {V_{E}}{R}}tg(\varphi )+U\sin(\varphi )}
где R — радиус земли , U — угловая скорость вращения Земли, {\displaystyle V_{N}} — скорость транспортного средства на север, {\displaystyle V_{E}} — на восток, {\displaystyle \varphi } — широта, {\displaystyle \lambda } — долгота.
Основным недостатком в практическом применении Г. С. К. в навигации является большие величины угловой скорости этой системы в высоких широтах, возрастающие вплоть до бесконечности на полюсе. Поэтому вместо Г. С. К. используется полусвободная в азимуте СК.

### Полусвободная в азимуте система координат
Полусвободная в азимуте С. К. отличается от Г. С. К. только одним уравнением, которое имеет вид:
{\displaystyle \omega _{Up}=U\sin(\varphi )}
Соответственно, система имеет тоже начальное положение, осуществляется по формуле
{\displaystyle N=Y_{w}\cos(\varepsilon )+X_{w}\sin(\varepsilon )}
{\displaystyle E=-Y_{w}\sin(\varepsilon )+X_{w}\cos(\varepsilon )}
В реальности все расчёты ведутся именно в этой системе, а потом, для выдачи выходной информации происходит преобразование координат в ГСК.

## Форматы записи географических координат
Для записи географических координат может использоваться любой эллипсоид (или геоид), но чаще всего используются WGS 84 и Красовского (на территории РФ).
Координаты (широта от −90° до +90°, долгота от −180° до +180°) могут записываться:
- в градусах в виде десятичной дроби (современный вариант);
- в градусах и минутах с десятичной дробью;
- в градусах, минутах и секундах с десятичной дробью (исторически сложившаяся форма записи).

Разделителем десятичной дроби может служить точка или запятая. Положительные знаки координат представляются (в большинстве случаев опускаемым) знаком «+» либо буквами:
- «N» или «с. ш.» — северная широта,
- «E» или «в. д.» — восточная долгота.

Отрицательные знаки координат представляются либо знаком «−», либо буквами:
- «S» или «ю. ш.» — южная широта,
- «W» или «з. д.» — западная долгота.

Буквы могут стоять как впереди, так и сзади. Единых правил записи координат не существует.
На картах поисковых систем по умолчанию показываются координаты в градусах с десятичной дробью со знаком «−» для отрицательной долготы. На картах Google и картах Яндекс вначале широта, затем долгота (до октября 2012 на картах Яндекс был принят обратный порядок: сначала долгота, потом широта). Эти координаты видны, например, при прокладке маршрутов от произвольных точек. При поиске распознаются и другие форматы.
В настоящее время координаты могут записываться одним из множества способов или дублироваться двумя основными (с градусами и с градусами, минутами и секундами). В качестве примера ниже приведены варианты записи одних и тех же координат для знака «Нулевой километр автодорог Российской Федерации» — 55°45′21″ с. ш. 37°37′04″ в. д.:
- 55,755831°, 37,617673° — градусы и доли
- N55.755831°, E37.617673° — градусы (+ доп. буквы)
- 55°45.35′N, 37°37.06′E — градусы и минуты (+ доп. буквы)
- 55°45′20.9916″N, 37°37′3.6228″E — градусы, минуты и секунды (+ доп. буквы)

При необходимости форматы можно пересчитать самостоятельно: 1° = 60′ (минутам), 1′ (минута) = 60″ (секундам). Также можно использовать специализированные сервисы. См. ссылки.